# Allocasuarina diminuta
Allocasuarina diminuta är en tvåhjärtbladig växtart som beskrevs av Lawrence Alexander Sidney Johnson. Allocasuarina diminuta ingår i släktet Allocasuarina och familjen Casuarinaceae. Inga underarter finns listade i Catalogue of Life.